# Trionymus cantonensis
Trionymus cantonensis är en insektsart som beskrevs av Ferris 1954. Trionymus cantonensis ingår i släktet Trionymus och familjen ullsköldlöss. Inga underarter finns listade i Catalogue of Life.